# Andrej Černyšov
Andrej Alekseevič Černyšov (in russo Андрей Алексеевич Чернышов?; Mosca, 7 gennaio 1968) è un allenatore di calcio ed ex calciatore sovietico, dal 1991 russo, di ruolo difensore. Allenatore del Thrissur Magic.

## Palmarès

### Giocatore

#### Competizioni nazionali
- Campionato russo: 2

Spartak Mosca: 1992, 1993

#### Competizioni internazionali
- Coppa dei Campioni della CSI: 1

Spartak Mosca: 1993

### Allenatore

#### Competizioni nazionali
- I-League: 1

Mohammedan: 2023-2024